# Lili Mendoza
Lilia Ester Mendoza Peregrina (Ciudad de Panamá,  15 de enero de 1974 ) es una escritora y columnista panameña. Sus cuentos y poemas han sido publicados en revistas literarias y antologías internacionales. Su prosa directa, enfocada en la profundidad de lo cotidiano, retrata el absurdo de la sociedad panameña contemporánea. Recibió el Premio Centroamericano de Ficción Yolanda Oreamuno en 2009. Corazón de Charol A-go-gó es su primer libro, publicado en 2009. Participó en la Residencia de Otoño del Programa Internacional de Escritura de la Universidad de Iowa (IWP, 2013), y fue la primera escritora internacional residente en Richard Stockton College, Nueva Jersey en 2013. Ha impartido talleres de escritura creativa en la Ciudad de Panamá.

## Cuentos
Varios cuentos breves de su colección Corazón de Charol A-go-gó han sido publicados también en Maga, la principal revista literaria en Panamá, publicada por la Universidad Tecnológica de Panamá. También han aparecido en la revista El Guayacán y en la revista Soho. En los Estados Unidos, las historias del mismo libro se han incluido en 'Sus propias palabras' (en inglés, 'Their Own Words', 2010), una antología internacional de ficción de la Generación X. "Ghetto Baby", también de su primer libro, fue parte de la Exposición Cuotidiano presentada en Libera Repubblica delle Arti e delle Culture - Festa del Salvino, en Florencia, Italia, 2012.
El libro Corazón de Charol A-go-gó fue objeto de un documental corto filmado por Libélula Films, estudiantes de Ganexa, la Universidad Panameña de Bellas Artes y el reconocido cineasta local Jhoram Moya en 2010. La historia "Polaroid" apareció en la antología Tiempo al Tiempo de Enrique Jaramillo Levi (Editorial Tecnológica, Panamá 2012).
Mendoza es ganadora del Premio Centroamericano de Ficción Yolanda Oreamuno, otorgado por el Gremio de Escritores de Costa Rica en 2009 por su cuento Todas Nosotras tus Voces (en inglés, Todos nosotros, tus voces ). La historia narra el deterioro de la relación de una hija con su madre, quien padece de una enfermedad mental. La historia fue publicada en  Káñina, Revista Literaria de la Universidad de Costa Rica y en la Antología Con sólo tu nombre y un poco de silencio (Universidad Tecnológica de Panamá, Panamá, 2012). La historia apareció en una serie de conferencias sobre nueva ficción latinoamericana en el Instituto Cervantes de Varsovia, Polonia, el 1 de abril de 2011. También fue publicado en la Revista Literaria Suelta, de Madrid, en mayo de 2012.
Algunos de sus poemas fueron publicados en Me Vibra, una breve antología de poesía chilena y panameña, publicada por Paracaídas Editores, Lima, Perú en 2001. Se han publicado otras historias, artículos y poemas en periódicos y revistas locales, así como en medios electrónicos.

## Publicaciones
- Corazón de Charol A-go-gó, The Fair Edition, Edición 0, Editorial la hoja.ISBN 978-9962-00-740-1, 2009. Impreso por Selloarte, SA (Panamá)
- Corazón de Charol A-go-gó, La Primera Edición, Editorial la hoja.ISBN 978-9962-00-740-1, 2010. Impreso por Selloarte, SA (Panamá)
- Corazón de Charol A-go-gó, La Segunda, Editorial la hoja.ISBN 978-9962-00-740-1, 2010. Impreso por Selloarte, SA (Panamá)